# Olympische Sommerspiele 1968/Gewichtheben
Bei den XIX. Olympischen Sommerspielen 1968 in Mexiko-Stadt fanden sieben Wettbewerbe im Gewichtheben statt. Austragungsort war das Teatro de los Insurgentes. Die olympischen Wettbewerbe zählten gleichzeitig als Weltmeisterschaften für dieses Jahr. Die Gesamtergebnisse umfassen den olympischen Dreikampf aus Reißen, Stoßen und Drücken.

## Bilanz

### Medaillenspiegel
| Platz | Land               | Gold | Silber | Bronze | Gesamt |
| ----- | ------------------ | ---- | ------ | ------ | ------ |
| 1     | Sowjetunion        | 3    | 3      | –      | 6      |
| 2     | Japan              | 1    | 1      | 1      | 3      |
| 3     | Iran               | 1    | 1      | –      | 2      |
| 4     | Polen              | 1    | –      | 4      | 5      |
| 5     | Finnland           | 1    | –      | –      | 1      |
| 6     | Ungarn             | –    | 1      | 1      | 2      |
| 7     | Belgien            | –    | 1      | –      | 1      |
| 8     | Vereinigte Staaten | –    | –      | 1      | 1      |

### Medaillengewinner
| Konkurrenz          | Gold                 | Silber            | Bronze           |
| ------------------- | -------------------- | ----------------- | ---------------- |
| Bantamgewicht       | Mohammad Nassiri     | Imre Földi        | Henryk Trębicki  |
| Federgewicht        | Yoshinobu Miyake     | Dito Schanidse    | Yoshiyuki Miyake |
| Leichtgewicht       | Waldemar Baszanowski | Parviz Jalayer    | Marian Zieliński |
| Mittelgewicht       | Wiktor Kurenzow      | Masushi Ōuchi     | Károly Bakos     |
| Leichtschwergewicht | Boris Selizki        | Wladimir Beljajew | Norbert Ozimek   |
| Mittelschwergewicht | Kaarlo Kangasniemi   | Jaan Talts        | Marek Gołąb      |
| Schwergewicht       | Leonid Schabotinski  | Serge Reding      | Joe Dube         |

## Ergebnisse

### Bantamgewicht (bis 56 kg)
| Platz | Land | Sportler          | Gewicht (kg) |
| ----- | ---- | ----------------- | ------------ |
| 1     | IRN  | Mohammad Nassiri  | 367,5        |
| 2     | HUN  | Imre Földi        | 367,5        |
| 3     | POL  | Henryk Trębicki   | 357,5        |
| 4     | URS  | Gennadi Tschetin  | 352,5        |
| 5     | JPN  | Shirō Ichinoseki  | 350,0        |
| 6     | PUR  | Fernando Báez     | 345,0        |
| 7     | BUL  | Atanas Kirow      | 335,0        |
| 8     | THA  | Chaiya Sukchinda  | 330,0        |
| 9     | GBR  | Precious McKenzie | 330,0        |
| 10    | AUT  | Kurt Pittner      | 322,5        |

Datum: 13. Oktober 1968

20 Teilnehmer aus 19 Ländern
Bei Gleichstand entschied das geringere Körpergewicht zugunsten von Mohammad Nassiri.

### Federgewicht (bis 60 kg)
| Platz | Land | Sportler          | Gewicht (kg) |
| ----- | ---- | ----------------- | ------------ |
| 1     | JPN  | Yoshinobu Miyake  | 392,5        |
| 2     | URS  | Dito Schanidse    | 387,5        |
| 3     | JPN  | Yoshiyuki Miyake  | 385,0        |
| 4     | POL  | Jan Wojnowski     | 382,5        |
| 5     | POL  | Mieczysław Nowak  | 375,0        |
| 6     | IRN  | Nasrollah Dehnavi | 365,0        |
| 7     | KOR  | Young Moo-shin    | 365,0        |
| 8     | MEX  | Manuel Mateos     | 360,0        |
| 9     | BUL  | Mladen Kutschew   | 357,5        |
| 10    | HUN  | János Benedek     | 355,0        |
| 11    | FRG  | Dieter Rauscher   | 352,5        |

Datum: 14. Oktober 1968

28 Teilnehmer aus 22 Ländern

### Leichtgewicht (bis 67,5 kg)
| Platz | Land | Sportler             | Gewicht (kg) |
| ----- | ---- | -------------------- | ------------ |
| 1     | POL  | Waldemar Baszanowski | 437,5        |
| 2     | IRN  | Parviz Jalayer       | 422,5        |
| 3     | POL  | Marian Zieliński     | 420,0        |
| 4     | JPN  | Nobuyuki Hatta       | 417,5        |
| 5     | KOR  | Won Shin-hee         | 415,0        |
| 6     | BUL  | János Bagócs         | 412,5        |
| 7     | JPN  | Takeo Kimura         | 405,0        |
| 8     | BUL  | Konstantin Tilew     | 397,5        |
| 9     | TCH  | Ondrej Hekel         | 390,0        |
| 10    | FRG  | Uwe Kliche           | 390,0        |

Datum: 15. Oktober 1968

20 Teilnehmer aus 17 Ländern

### Mittelgewicht (bis 75 kg)
| Platz | Land | Sportler         | Gewicht (kg) |
| ----- | ---- | ---------------- | ------------ |
| 1     | URS  | Wiktor Kurenzow  | 475,0        |
| 2     | JPN  | Masushi Ōuchi    | 455,0        |
| 3     | HUN  | Károly Bakos     | 440,0        |
| 4     | USA  | Russell Knipp    | 437,5        |
| 5     | KOR  | Lee Chun-sik     | 437,5        |
| 6     | FRG  | Werner Dittrich  | 435,0        |
| 7     | TCH  | Miroslav Kolařík | 430,0        |
| 8     | USA  | Frederick Lowe   | 430,0        |
| 9     | FRA  | Rolf Maier       | 425,0        |
| 10    | JPN  | Sadahiro Miwa    | 425,0        |
| 11    | FRG  | Albert Huser     | 410,0        |

Datum: 16. Oktober 1968

20 Teilnehmer aus 17 Ländern

### Halbschwergewicht (bis 82,5 kg)
| Platz | Land | Sportler           | Gewicht (kg) |
| ----- | ---- | ------------------ | ------------ |
| 1     | URS  | Boris Selizki      | 485,0        |
| 2     | URS  | Wladimir Beljajew  | 485,0        |
| 3     | POL  | Norbert Ozimek     | 472,5        |
| 4     | HUN  | Győző Veres        | 472,5        |
| 5     | GDR  | Karl Arnold        | 467,5        |
| 6     | TCH  | Hans Zdražila      | 462,5        |
| 7     | FIN  | Jouni Kailajärvi   | 445,0        |
| 8     | FIN  | Lee Jong-sup       | 440,0        |
| 9     | PUR  | Victor Angel Pagán | 435,0        |
| 10    | CAN  | Pierre St-Jean     | 435,0        |
| 11    | FRG  | Rainer Dörrzapf    | 435,0        |

Datum: 17. Oktober 1968

26 Teilnehmer aus 22 Ländern

### Mittelschwergewicht (bis 90 kg)
| Platz | Land | Sportler           | Gewicht (kg) |
| ----- | ---- | ------------------ | ------------ |
| 1     | FIN  | Kaarlo Kangasniemi | 517,5        |
| 2     | URS  | Jaan Talts         | 507,5        |
| 3     | POL  | Marek Gołąb        | 495,0        |
| 4     | SWE  | Bo Johansson       | 492,5        |
| 5     | FIN  | Jaakko Kailajärvi  | 485,0        |
| 6     | GER  | Árpád Nemessányi   | 482,5        |
| 7     | USA  | Philip Grippaldi   | 477,5        |
| 8     | HUN  | Vítězslav Ország   | 462,5        |
| 9     | USA  | Robert Bartholomew | 457,5        |
| 10    | FRA  | Pierre Gourrier    | 455,0        |

Datum: 18. Oktober 1968

29 Teilnehmer aus 22 Ländern

### Schwergewicht (über 90 kg)
| Platz | Land | Sportler            | Gewicht (kg) |
| ----- | ---- | ------------------- | ------------ |
| 1     | URS  | Leonid Schabotinski | 572,5        |
| 2     | BEL  | Serge Reding        | 555,0        |
| 3     | USA  | Joe Dube            | 555,0        |
| 4     | GDR  | Manfred Rieger      | 532,5        |
| 5     | FRG  | Rudolf Mang         | 525,0        |
| 6     | FIN  | Mauno Lindroos      | 495,0        |
| 7     | FIN  | Kalevi Lahdenranta  | 492,5        |
| 8     | NZL  | Don Oliver          | 490,0        |
| 9     | NED  | Piet van der Kruk   | 487,5        |
| 10    | GBR  | Terry Perdue        | 487,5        |

Datum: 19. Oktober 1968

17 Teilnehmer aus 14 Ländern